# Měřická věž
Měřická věž (neodborně též triangulační věž) je nejčastěji dřevěná, někdy též zděná signalizační stavba trigonometrického bodu. Měřická věž měla zpravidla dvě základní funkce: signalizace bodu polohového bodového pole (při cílení na tento bod) a zvýšené postavení měřického stroje (při cílení z tohoto bodu) při triangulačních pracích. Věž byla konstruována tak, aby bránila vzájemnému ovlivňování průvodními jevy těchto funkcí (např. přenos vibrací ze signalizační části na měřický stroj). Mezi příslušná konstrukční opatření patří zejména stavba věže jako dvou nezávislých konstrukcí u dřevěných věží a konstrukce zdí u zděných věží.

## Dřevěné měřické věže

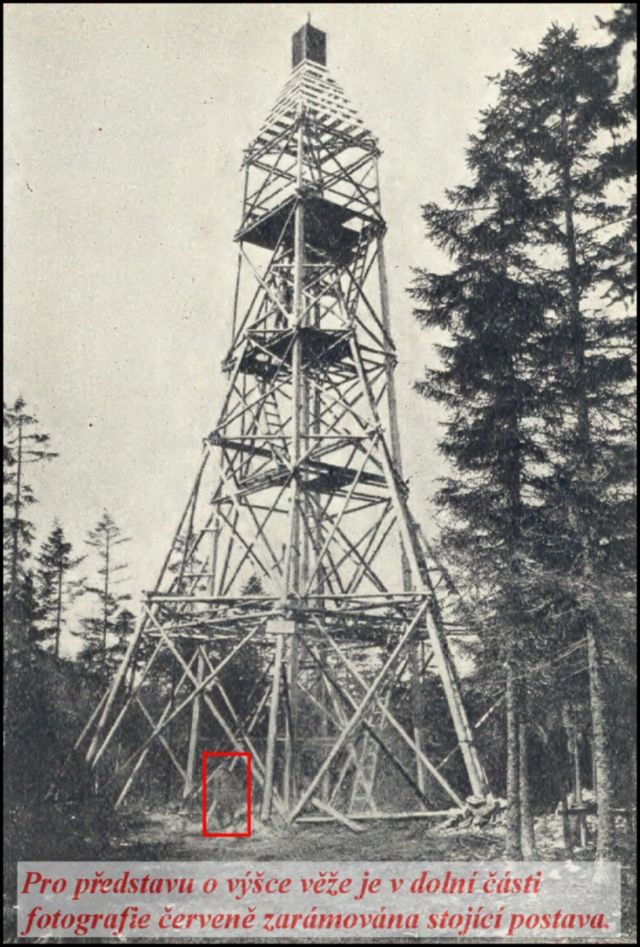
Dřevěná měřická věž

Podle Václava Kolomazníka byla stavba měřické věže před rokem 1920 zcela výjimečnou a jejich konstrukce nebyla v tehdejší odborné literatuře vyčerpávajícím způsobem popsána. Konstrukce těchto věží se vyznačovala nadsazeným rozsahem konstrukčních prvků, které ale nezajišťovaly požadovanou stabilitu konstrukce, naopak umocňovaly vnitřní síly vznikající následkem vysychání dřeva a podobně. Z tohoto důvodu bylo častěji místo stavby věže voleno excentrické stanovisko a to až 200 metrů vzdálené. Dřevěné měřické věže proto na území pozdější České republiky vznikaly zejména až po roce 1920 právě podle postupu popsaného v různých publikacích Václava Kolomazníka, později zařazeného do tak zvané Instrukce A v období budování Jednotné trigonometrické sítě katastrální. Měřickým věžím se v této instrukci věnuje, podle vydání, devět, či deset, stran (bez započítání obrazových příloh), na kterých je podrobný konstrukční popis a stavební postup.

### Náležitosti stavby dřevěné měřické věže
Stavba měřických věží byla možná pouze výjimečně. Podmínky, za nichž bylo možno věže stavět, lze shrnout do následujících kritérií:
- z věže musí být možné účelně a hospodárně určovat další body
- pro daný účel nepostačuje stavba pyramid se zvýšeným postavením stroje
- náklady na stavbu jsou nižší než na terénní úpravy (průseky, ...), toto je podloženo propočty nákladů

K samotné stavbě bylo najímáno 5 – 6 dělníků, z toho 2 tesaři. Stavební materiál byl ideálně místního původu. Při stavbě se z technického hlediska mělo dbáti zejména na přesnou centraci observačního sloupu nad bodem a správné vzájemné pozice jednotlivých konstrukčních prvků. Z ostatních hledisek byl v instrukci kladen důraz zejména na bezpečnost pracovníků, dále pak na minimalizaci škod v okolí stavby.

### Konstrukce dřevěné měřické věže

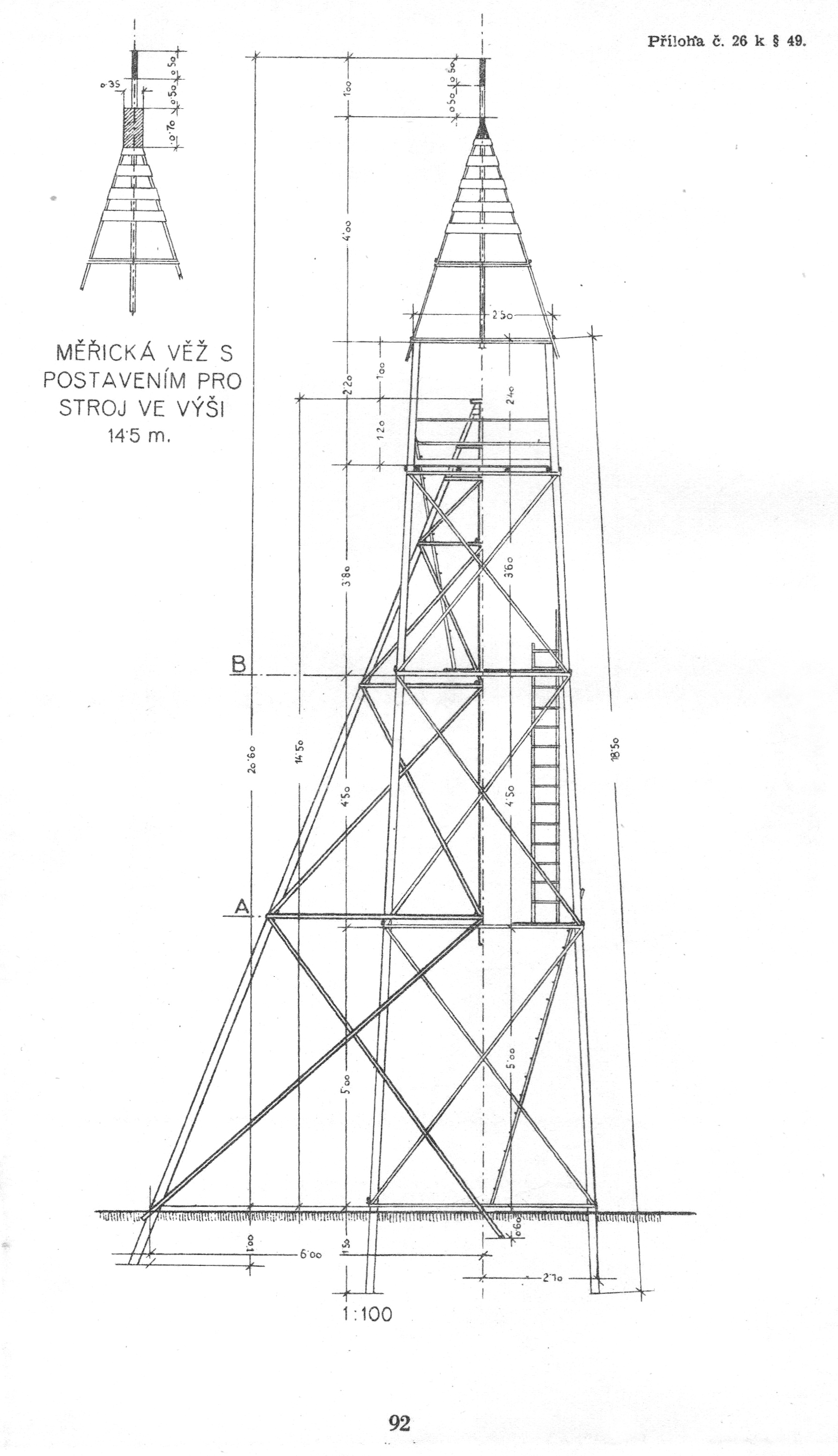
Měřická věž s postavením pro stroj ve výši 14,5 m. Podle Instrukce A z roku 1940.

Většina věží byla kónického tvaru, zcela výjimečně se ve stísněných podmínkách stavěly věže přímé. Výška věže byla dána překážkami (typicky stromy), přes které bylo nutno cílit a které převyšovalo alespoň o dva metry. Konstrukce je podle instrukce rozdělena na následující konstrukční prvky:
- nosné sloupy věže – stavěly se v závislosti na délce z jednoho nebo více kmenů průměru nejméně 8 cm, v případě více kmenů bylo spojení provedeno plátováním. Vztyčené sloupy nesměly překážet záměrám.
- patra a zavětrování – postavené sloupy se v celek spojily věnci. Ve výšce, kde mělo být patro byla na věnec položena podkladní dřeva, na nichž spočívala podlaha z prken. Zavětrování bylo z dřev průměru 8–13 cm.
- podpěry – věže na nechráněných místech nebo vyšší než 20 metrů byly v 1/3 až 1/2 zajištěny podpěrami. Počet podpěr v jednom rohu věže závisel na výšce věže. Podpěry byly díky zakotvení v zemi působily i na tah.
- střecha – úhel svíraný krovy a vodorovnou rovinou byl 60°. Krovy byly zajištěny kleštinami. Pod střechou muselo být dostatek místa pro stroj a příslušenství (stínicí prostředky,...). Střecha byla konstruována jako signalizační pyramida, to jest šikmé části pobity bílými prkny v 5–7 (body vyšších řádů) nebo 3 (body podrobné triangulace) vrstvách. Záměrným cílem je u bodů vyšších řádů černý hranol na střední svislé tyči centrované nad bodem, u podrobných bodů přímo rozhraní černé a bílé barvy na svislé tyči.
- žebříky a podlážky
- observační sloup – čtvercového profilu o straně 15 až 20 cm. Nedosahoval až k zemi, byl zavěšen pod stolkem na vzpěrné pyramidě čtvercového půdorysu pootočeného o 45° vůči základně věže. Zavěšen byl v takové výšce, aby bylo možné postavení stroje přímo na bodě pod věží. Na bodech nižšího řádu byl přípustný observační sloup spojený s věží. Vzpěrná pyramida v takovém případě nezačínala na zemi, ale byla připojena k nosným sloupům samotné věže.
- vyztužení observačního sloupu – sloupy podpěrné pyramidy byly dále zajištěny věnci a kříži. Žádná část konstrukce se nesmí dotýkat věže.
- zhotoven z fošny silné 4–6 cm o straně 30–40 cm. Hřeby nebo dubovými kolíky připevněn ke vzpěrám.

## Zděné měřické věže

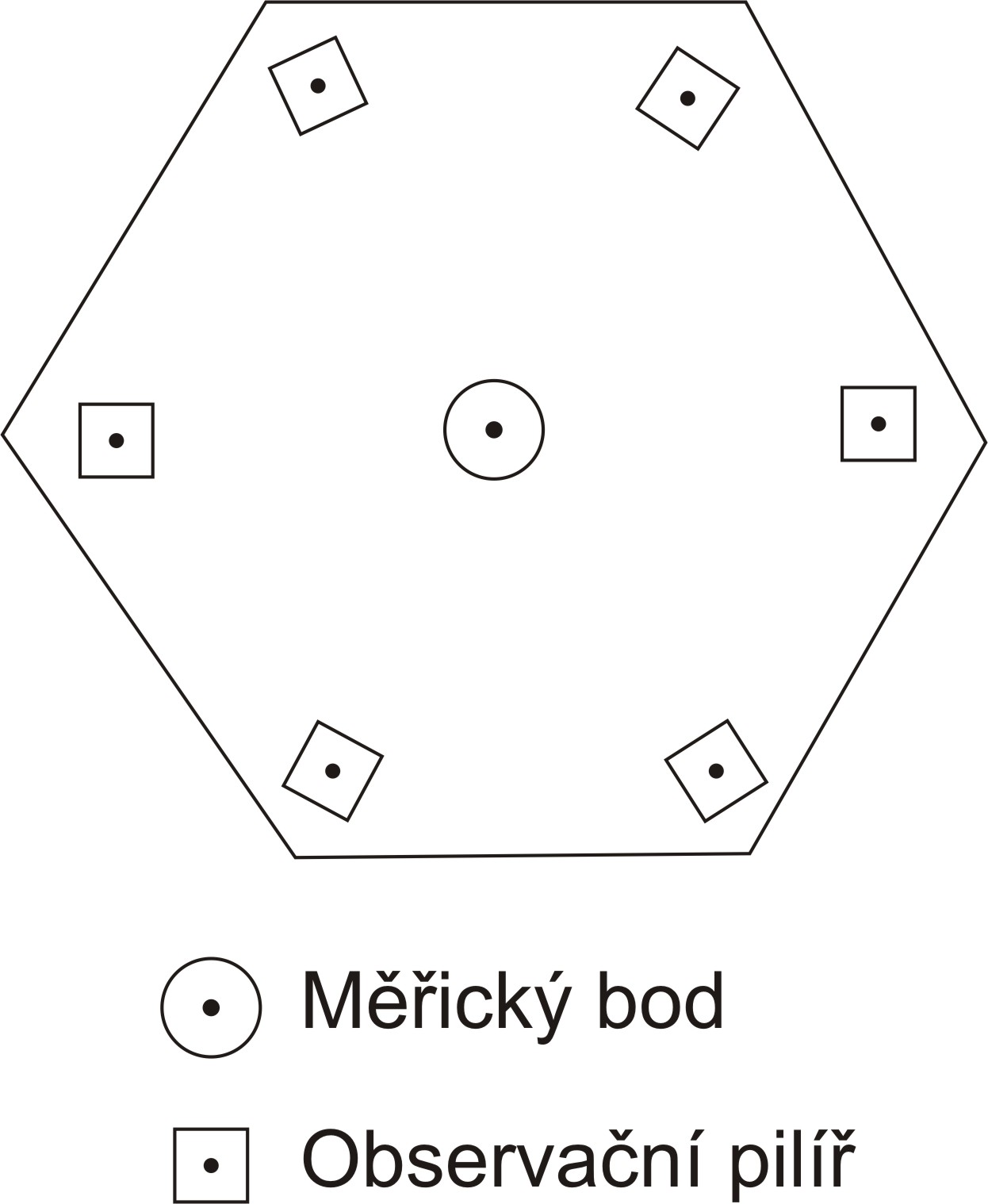
Půdorys šestiboké zděné měřické věže

V průběhu budování Astronomicko-geodetické sítě (AGS) bylo v letech 1936–1942 na území Čech postaveno devět zděných měřických věží. Konstrukce stavby podobně jako u dřevěných věží zajišťuje co nejvyšší stabilitu – například u věží kruhového půdorysu je konstrukce tvořena dvěma soustřednými válci. Konstrukce i stavební materiál (cihlové nebo kamenné) se však u jednotlivých věží liší. Měřický bod je zpravidla stabilizován mosazným čepem v podlaze věže. Samotné měření bylo prováděno z několika observačních pilířů na věži. Observační pilíře jsou zděné o délce strany cca 45 – 60 cm, centrace stroje je možná na otvor v mosazném čepu zabetonovaném v horní části pilíře.
Podrobnosti k jednotlivým věžím:
1. Ládví (Praha 8-Ďáblice) – věž kruhového půdorysu tvořená dvěma soustřednými válci, výška cca 15 metrů. Postavena roku 1936. Věž je veřejnosti nepřístupná. 50°8′10″ s. š., 14°27′52″ v. d.
2. Pecný u Ondřejova (Ondřejov, okres Praha-východ) – věž kruhového půdorysu. Postavena roku 1936. V současnosti (2022) osazena teleskopem astronomického ústavu.[9] 49°54′51″ s. š., 14°47′14″ v. d.
3. Melechov (Dolní Město, okres Havlíčkův Brod) – sedmiboký půdorys, výška cca 16 metrů (výkres[10]). Postavena roku 1937. Měřický bod není od roku 1994 zařazen v AGS. Věž je veřejnosti nepřístupná. 49°38′38″ s. š., 15°19′5″ v. d.
4. Mezivrata (Votice, okres Benešov) – šestiboký půdorys, výška cca 17 metrů. Postavena roku 1938. Veřejnosti nepřístupná. 49°36′7″ s. š., 14°40′15″ v. d.
5. Studený vrch (Dobříš, okres Příbram) – sedmiboký půdorys (výkres[11]), výška cca 18 metrů. Postavena roku 1940. V současnosti provozována občanským sdružením jako rozhledna doplněná expozicemi o brdských kopcích. 49°48′18″ s. š., 14°4′59″ v. d.
6. Svidník (Obrataň, okres Pelhřimov) – šestiboký půdorys, výška cca 18 metrů. Postavena roku 1940. Veřejně nepřístupná. 49°23′34″ s. š., 14°57′33″ v. d.
7. Koňský vrch (Záhořany, okres Písek) – pětiboký půdorys, výška cca 16 metrů. Postavena roku 1941. Veřejně nepřístupná. 49°32′25″ s. š., 14°14′27″ v. d.
8. Vysoký Kamýk (Všemyslice, okres Písek) – sedmiboký půdorys, výška cca 16 metrů. Postavena roku 1941. V roce 2011 obestavěna ocelovou konstrukcí mobilního vysílače výšky 46 metrů. Součástí je veřejně přístupná vyhlídková plošina ve výšce 33 metrů.[12] 49°13′53″ s. š., 14°17′50″ v. d.
9. Vysoká (Suchdol, okres Kutná Hora) – šestiboký půdorys. 49°56′33″ s. š., 15°11′18″ v. d.

## Ocelové měřické věže

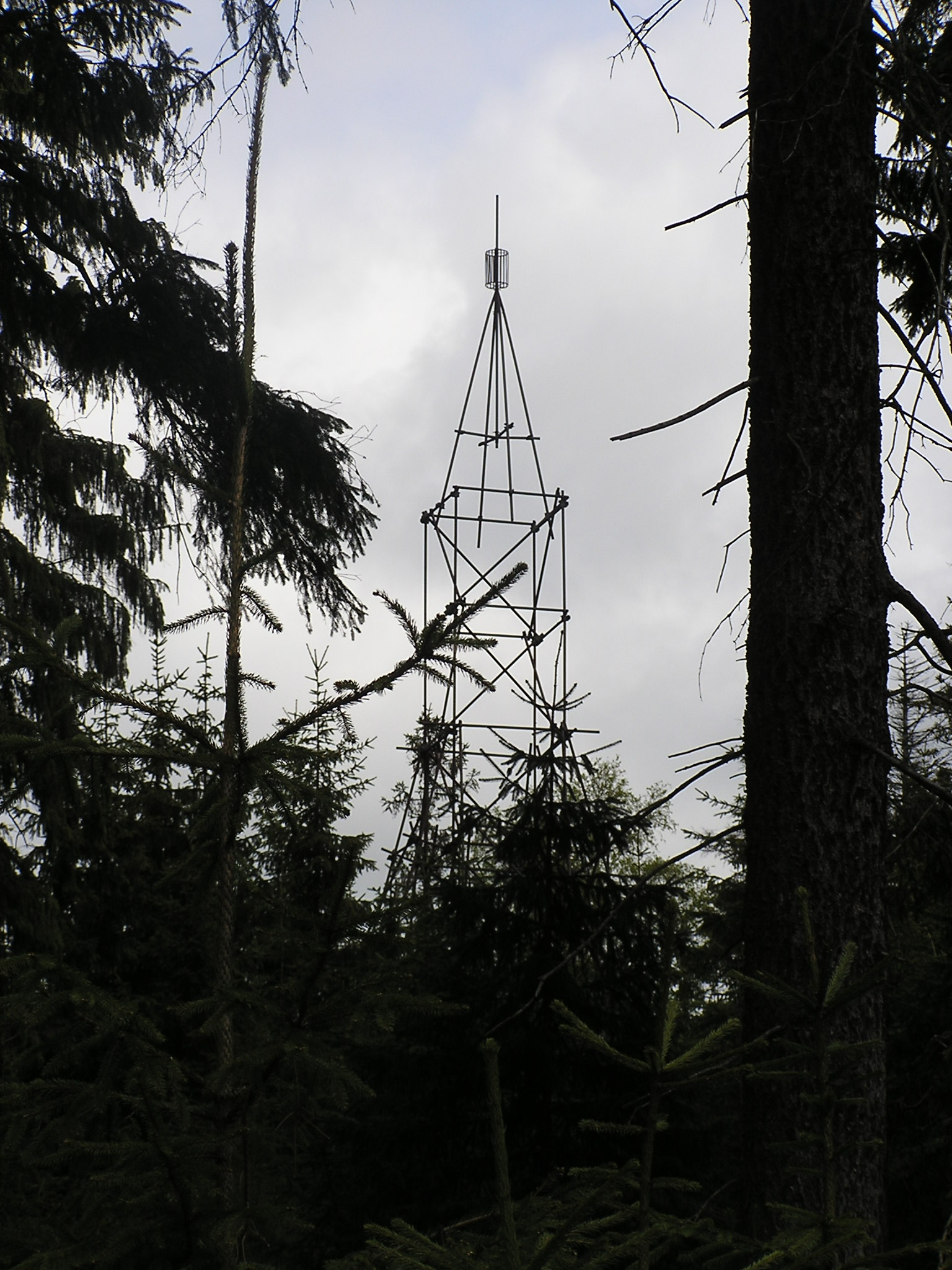
Fotografie bývalé měřické věže z lešenářských trubek na vrchu Koruna v Brdech

Ocelové měřické věže byly vybudovány z lešenářských trubek pro vojenské účely v nepřístupné části výcvikového prostoru v Brdech. Jednalo se nejméně o dvě věže na vrcholech Jordán, z níž k roku 2015 zbývaly pouze základy, a Koruna, postavená v roce 1963 se záměrným cílem ve výšce 19 metrů, která byla do roku 2022 evidována jako signál bodu polohového bodového pole číslo 1 na triangulačním listu (TL) 2124. Zbytky věže Koruny byly odklizeny v roce 2017.

## Dostupné archiválie
Archiválie k problematice měřických věží jsou k nalezení v různých institucích, kdy kupříkladu v Ústředním archivu zeměměřictví a katastru ve Sbírce fotografií, filmů a fonodokumentů se nachází několik snímků blíže dohledatelných prostřednictvím aplikace Digitální badatelna ÚAZK.